# Dicynodontoides
Dicynodontoides és un gènere de sinàpsids extints de la família dels kingòrids que visqueren al supercontinent de Gondwana durant el Permià superior. Se n'han trobat restes fòssils a l'Índia, Malawi, Sud-àfrica, Tanzània i Zàmbia. Tenien el crani ovalat i el musell ample. Els ullals típics dels dicinodonts són més petits o fins i tot estan absents. Alguns elements de l'esquelet postcranial estan molt especialitzats en comparació amb altres dicinodonts.